# Guds moders beskydds kyrka, Bielsk Podlaski
Guds moders beskydds kyrka (polska: Cerkiew Opieki Matki Bożej) är en polsk-ortodox församlingskyrkobyggnad belägen i staden Bielsk Podlaski i Podlasiens vojvodskap, i östra Polen.
Den tillhör Guds moders beskydds församling i Bielsk Podlaski och tillhör Warszawas och Bielsks stift.

## Historik
Kyrkan ritades av arkitekt Jerzy Uścinowicz och invigdes av metropolit Sawa den 24 maj 2010.